# Comté de Wyong
Le comté de Wyong (en anglais : Wyong Shire) est une ancienne zone d'administration locale située dans l'État de Nouvelle-Galles du Sud en Australie, dont le siège était Wyong. En 2016, il est intégré au conseil de la Côte centrale.

## Géographie
Le comté s'étendait sur 827 km2 sur la côte de la mer de Tasman, dans la région de la Côte centrale au nord de Sydney.

### Villes et villages
| - Bateau Bay - Berkeley Vale - Blue Bay - Budgewoi - Budgewoi Peninsula - Buff Point - Canton Beach - Chain Valley Bay - Charmhaven - Chittaway Bay - Chittaway Point - Colongra - Doyalson - Fountaindale - Glenning Valley - Gorokan - Gwandalan - Halekulani - Hamlyn Terrace - Kangy Angy - Kanwal - Killarney Vale - Lake Haven - Lake Munmorah - Little Jilliby - Long Jetty | - Magenta - Mannering Park - Mardi - Norah Head - Noraville - Ourimbah - Rocky Point - San Remo - Shelly Beach - Summerland Point - Tacoma - Tacoma South - The Entrance - The Entrance North - Toowoon Bay - Toukley - Tuggerah - Tuggerawong - Tumbi Umbi - Wadalba - Wallarah - Warnervale - Watanobbi - Woongarrah - Wyong - Wyongah | Zone ouest: - Alison - Cedar Brush - Dooralong - Jilliby - Kulnura - Lemon Tree - Palmdale - Ravensdale - Wyong Creek - Yarramalong |

## Histoire
Le 12 mai 2016, le gouvernement de Nouvelle-Galles du Sud décide de fusionner le comté de Wyong avec la ville de Gosford pour former la nouvelle zone d'administration locale de la Côte centrale.

## Démographie
| 2001    | 2006    | 2011    |
| ------- | ------- | ------- |
| 130 536 | 139 801 | 149 746 |